# Karang
Karang (o Karang Poste) és una ciutat del departament de Foundiougne de la regió de Fatick, situada en el sud-oest del Senegal. La ciutat és un important pas fronterer cap a Amdalai, a Gàmbia.